# 千金堨
千金堨是中國歷史上位現今河南洛阳城北的一個堰，它位於汉魏洛阳故城西北，东汉初年张纯開鑿阳渠，引導谷水、洛水的水流流入阳渠时在谷水上修築千金堨。魏明帝太和年间重修，當時起名為千金堨。西晋、北魏时屡坏屡修。後來千金竭逐漸荒廢。